# Somalië op de Olympische Zomerspelen 2020
Somalië nam deel aan de Olympische Zomerspelen 2020 in Tokio, Japan.

## Atleten
| sport    | mannen | vrouwen | totaal |
| -------- | ------ | ------- | ------ |
| Atletiek | 1      | 0       | 1      |
| Boksen   | 0      | 1       | 1      |
| totaal   | 1      | 1       | 2      |

## Deelnemers en resultaten

### Atletiek
Mannen
Loopnummers
| atleet          | onderdeel | series     | series | kwartfinale | kwartfinale | halve finale   | halve finale   | finale         | finale         |
| atleet          | onderdeel | tijd       | rang   | tijd        | rang        | tijd           | rang           | tijd           | rang           |
| --------------- | --------- | ---------- | ------ | ----------- | ----------- | -------------- | -------------- | -------------- | -------------- |
| Ali Idow Hassan | 1500 m    | 3.43,96 PB | 10     | n.v.t.      | n.v.t.      | niet geplaatst | niet geplaatst | niet geplaatst | niet geplaatst |

### Boksen
Vrouwen
| atlete    | onderdeel    | eerste ronde         | tweede ronde         | kwartfinale          | halve finale         | finale               | finale         |
| atlete    | onderdeel    | tegenstander uitslag | tegenstander uitslag | tegenstander uitslag | tegenstander uitslag | tegenstander uitslag | rang           |
| --------- | ------------ | -------------------- | -------------------- | -------------------- | -------------------- | -------------------- | -------------- |
| Ramla Ali | vedergewicht | bye                  | Nechita V 0 - 5      | niet geplaatst       | niet geplaatst       | niet geplaatst       | niet geplaatst |